# Haematopota comodoliacis
Haematopota comodoliacis är en tvåvingeart som beskrevs av Leclercq 1980. Haematopota comodoliacis ingår i släktet Haematopota och familjen bromsar.
Artens utbredningsområde är Frankrike. Inga underarter finns listade i Catalogue of Life.